# Empis nigra
Empis nigra är en tvåvingeart som beskrevs av Charles Joseph de Villers 1789. Empis nigra ingår i släktet Empis och familjen dansflugor. Inga underarter finns listade i Catalogue of Life.